# Actia fallax
Actia fallax är en tvåvingeart som först beskrevs av Louis-Paul Mesnil 1954.  Actia fallax ingår i släktet Actia och familjen parasitflugor. Inga underarter finns listade i Catalogue of Life.